# پرنت، کبک
پرنت، کبک (به انگلیسی: Parent, Quebec) یک منطقهٔ مسکونی در کانادا است که در لاتوک واقع شده‌است. پرنت ۴۱ کیلومتر مربع مساحت و ۶۱۱ نفر جمعیت دارد و ۴۳۴ متر بالاتر از سطح دریا واقع شده‌است.